# Brachyunguis plotnikovi
Brachyunguis plotnikovi är en insektsart. Brachyunguis plotnikovi ingår i släktet Brachyunguis och familjen långrörsbladlöss. Inga underarter finns listade i Catalogue of Life.